# Falange Armata
Falange Armata è stata l'entità a nome della quale furono rivendicate un elevato numero di azioni criminose e terroristiche negli anni novanta in Italia. Non è interamente chiaro se la Falange Armata sia stata una organizzazione terroristica reale e concreta o un fenomeno di altra natura, ad esempio una operazione di depistaggio sistematico.

## Rivendicazioni principali

La strage del Pilastro del 4 gennaio 1991, uno dei tanti fatti delittuosi rivendicati dalla "Falange Armata".

La prima rivendicazione anonima a nome della sigla "Falange Armata" arrivò il 27 ottobre 1990, al centralino dell'ANSA di Bologna e riguardava l'omicidio di Umberto Mormile, un educatore del Carcere di Opera. L'assassinio era avvenuto l'11 aprile precedente. La formazione è divenuta famosa per il motto: Il terrorismo non è morto, vi faremo sapere poi chi siamo. La frase fu pronunciata, sempre in una telefonata all'ANSA, durante la rivendicazione della strage del Pilastro, ritenuta poi inattendibile.
Cominciò a farsi strada anche l'ipotesi che l'organizzazione fosse una sigla di comodo, usata per depistare gli inquirenti o per rivendicare azioni che non sarebbero mai state rivendicate da nessuno, o addirittura che il tutto fosse opera di un mitomane. I falangisti, infatti, arrivarono a rivendicare azioni clamorose di quegli anni, come la strage del Pilastro e numerosi altri delitti della Uno Bianca, l'omicidio dei Coniugi Fioretto a Vicenza, avvenuto il 25 febbraio 1991 e preannunciato dalla stessa sigla l’8 gennaio 1991 nel proprio comunicato di rivendicazione della Strage del Pilastro, diversi fatti omicidiarii attribuiti a Cosa Nostra (gli omicidi di Antonino Scopelliti, Salvo Lima, Giuliano Guazzelli, le stragi di Capaci e via d'Amelio, gli attentati del '93 a Roma, Firenze e Milano), alla 'Ndrangheta (agguato ai carabinieri Antonino Fava e Vincenzo Garofalo nel gennaio 1994), alla Camorra (l'omicidio dei carabinieri Fortunato Arena e Claudio Pezzuto e quello del consigliere comunale di Castellammare di Stabia del PDS Sebastiano Corrado) e alla Sacra Corona Unita (l'incendio del Teatro Petruzzelli a Bari, le bombe esplose a Taranto e a Bitonto nel dicembre 1991 e il deragliamento del treno Zurigo-Lecce a Surbo) nonché attentati eclatanti avvenuti in quegli anni (l'attentato alla villa di Pippo Baudo, il ritrovamento dell'autobomba vicino Montecitorio il 2 giugno 1993, la bomba esplosa davanti al Tribunale di Padova nell'ottobre dello stesso anno e tanti altri fatti); oltre alle rivendicazioni, numerosi furono i comunicati contenenti minacce di morte, in primo luogo ad operatori carcerari e direttori di istituti penitenziari per poi passare a quelle rivolte ai Presidenti della Repubblica Cossiga e Scalfaro, ai Presidenti di Camera e Senato, a quelli delle varie Commissioni parlamentari, a ministri (come Nicola Mancino), giudici (come Antonino Caponnetto e Antonio Di Pietro), giornalisti (come il direttore di Repubblica, Eugenio Scalfari) e politici di quasi tutti i partiti, come Giuseppe Ayala, Leoluca Orlando, Umberto Bossi e, infine, industriali come Luigi Abete. Nel dicembre 1994 rivendicò anche l'attacco hacker all'agenzia di stampa Adnkronos e l'anno successivo quello ai computer di Bankitalia. Si stima che nel periodo 1990-95 si contarono circa 1.200 messaggi telefonici a nome della Falange Armata. Scriveva Gianluca Di Feo per il Corriere: In questa bufera Falange ha sicuramente avuto un ruolo particolare: ha monopolizzato l'attenzione dei mass media. Facendo chiedere più sicurezza e distraendo da quello che succedeva a Sud. Un’operazione che può aver fatto comodo a molti. L'allora Ministro dell'Interno Nicola Mancino, destinatario di numerose telefonate di minaccia, affermò: "È gente che opera sempre in orari di ufficio". Lo stesso Mancino, chiamato il 15 giugno 1993 a riferire alla Commissione antimafia presieduta dal deputato Luciano Violante sui recenti attentati di Roma e Firenze e sulle relative rivendicazioni della "Falange Armata", affermò che, in meno di un anno e mezzo, quattordici attentati fossero stati sventati dalle forze di polizia in tutta Italia con altrettanti sequestri di materiale esplosivo illegale, riconducibile con molta probabilità ai traffici della criminalità organizzata italiana ed estera.
Nel febbraio 2014 la sigla "Falange Armata" tornò alla ribalta per una lettera inviata a Totò Riina, nel carcere di Opera, in cui l'organizzazione invitava il boss mafioso a tacere: «Chiudi quella maledetta bocca. Ricorda che i tuoi familiari sono liberi». Fatta eccezione per questa comunicazione a Riina, la sigla Falange Armata risulta inattiva dall'agosto 2001 (quando, dopo alcuni anni di silenzio, rivendicò l'attentato dinamitardo al Tribunale di Venezia) e i suoi misteri ancora irrisolti.

## Indagini e processo
Le indagini sulle telefonate della Falange Armata vennero condotte dal sostituto procuratore di Roma Pietro Saviotti. Nel settembre 1993 un rapporto congiunto stilato da Carabinieri e Polizia acquisito dalla Procura di Roma individuava sedici ufficiali della settima divisione del SISMI come telefonisti della Falange Armata su segnalazione dell'ambasciatore Francesco Paolo Fulci, ex segretario generale del CESIS che sosteneva di aver scoperto che numerose telefonate "falangiste" provenivano da utenze del SISMI, accuse che però non trovarono mai conferma. Il 26 ottobre successivo si arrivò tuttavia all'arresto di uno dei presunti telefonisti, l'operatore carcerario di Taormina Carmelo Scalone, con le accuse di associazione sovversiva, minacce agli organi istituzionali e a pubblico ufficiale: ad "incastrarlo", alcune intercettazioni e una perizia fonica.
Il 17 marzo 1999 Scalone venne riconosciuto colpevole in primo grado e condannato a tre anni di reclusione. Nel 2001 la Corte d'assise d'appello di Roma ribaltò la sentenza di primo grado ed assolse Scalone, riconoscendolo estraneo ai fatti sulla base di una nuova perizia. L'assoluzione venne confermata dalla Cassazione nel luglio 2002.

## Ipotesi e piste

### Le dichiarazioni dei collaboratori di giustizia
Secondo il collaboratore di giustizia Filippo Malvagna, nipote del boss catanese Giuseppe Pulvirenti, detto 'u Malpassotu e braccio destro di Benedetto Santapaola: "Secondo il Malpassotu, ora che molti accordi con il potere politico erano venuti meno bisognava fare pressione sulle Stato per altre vie sia allo scopo di indurre gli apparati dello Stato anche a delle trattative con la mafia sia, quanto meno, per allentare la pressione degli organi dello Stato su Cosa Nostra e sulla Sicilia. Non posso essere più preciso su ciò, ma ricordo che il Malpassotu mi raccontò che si era deciso che tutte le future azioni terroristiche di Cosa Nostra venissero rivendicate con la sigla Falange Armata"; lo stesso Malvagna sostenne di aver incaricato un suo picciotto, tale Alfio Adornetto, di effettuare telefonate di minaccia a nome della "Falange Armata" contro l'allora sindaco di Misterbianco Antonino Di Guardo. Un altro collaboratore catanese, Maurizio Avola, dichiarò: "Per quanto riguarda gli obiettivi da colpire, si trattava di azioni di tipo terroristico anche tradizionalmente estranee al modo di operare e alle finalità di Cosa Nostra. Queste azioni, secondo una prassi che era già in atto da tempo, dovevano essere rivendicate con la sigla Falange Armata". Salvatore Grigoli, uno degli esecutori materiali delle stragi del 1993 per conto dei fratelli Graviano, rivelò: "Francesco Giuliano [mafioso di Brancaccio n.d.r.] mi disse che, dopo i vari attentati, uno dei suoi compiti era rivendicarli a nome della Falange Armata". Altri collaboratori di maggiore spessore, come Giovanni Brusca e Nino Giuffrè, hanno invece riferito di non aver mai sentito parlare di tale sigla in seno a Cosa Nostra.

### Le presunte connessioni con Gladio e la Trattativa Stato-mafia
Nel 1994, all'interno della relazione del giudice istruttore Leonardo Grassi (titolare dell'inchiesta bis sulla strage dell'Italicus), si avanzava l'ipotesi che la Falange Armata fosse la diretta continuazione di Gladio poiché l'organizzazione stay-behind dipendeva dalla settima divisione del SISMI (la stessa dove, secondo le denunce dell'ambasciatore Fulci, si nascondevano i falangisti) ed inoltre la prima comparsa di telefonate di rinvendicazione effettuate da tale sigla (ottobre 1990) coincideva con l'avvio dell'indagine del giudice Felice Casson su Gladio e i depositi d'armi NASCO, da cui proverebbero gli esplosivi utilizzati in tutte le stragi, da piazza Fontana a Bologna. Durante la XII Legislatura, la Falange Armata fu inoltre oggetto d'indagine da parte della Commissione Stragi presieduta dal senatore Giovanni Pellegrino, che però alla fine escluse la pista di Gladio.
Nel 2013, nel decreto di rinvio a giudizio del gup di Palermo Piergiorgio Morosini riguardante il procedimento sulla trattativa Stato-mafia, si leggeva:
Il 25 giugno 2015 l'ambasciatore e diplomatico italiano Francesco Paolo Fulci, ex presidente del CESIS, è tornato a ribadire, durante il processo sulla trattativa Stato-mafia, che le telefonate rivolte all'ANSA in cui la Falange Armata rivendicava omicidi e stragi durante gli anni novanta provenivano da cabine telefoniche, spesso adiacenti alle sedi del SISMI.